# Albert-Bozenhard-Ring
Der Albert-Bozenhard-Ring ist eine Auszeichnung für den besten und würdigsten Schauspieler des Thalia Theaters in Hamburg.
Benannt ist er nach dem Schauspieler Albert Bozenhard, der in Hamburg 55 Jahre lang (1875–1930) als Schauspieler tätig war. Er war es auch, der seinen Ring 1939 an Ernst Leudesdorff weitergab. Seit 2018 ist mit Victoria Trauttmansdorff die erste Frau Trägerin des Bozenhard-Rings. Der Preis ist undotiert, der nächste Träger wird allein vom Inhaber bestimmt.

## Träger des Bozenhard-Ringes
| Dauer     | Träger                   |
| --------- | ------------------------ |
| bis 1939  | Albert Bozenhard         |
| 1939–1945 | Ernst Leudesdorff        |
| 1945–1968 | Willy Maertens           |
| 1968–2006 | Manfred Steffen          |
| 2006–2018 | Christoph Bantzer        |
| 2018–2025 | Victoria Trauttmansdorff |
| seit 2025 | Cathérine Seifert        |

## Weblink
- Albert-Bozenhard-Ring bei kulturpreise.de